# Navicularius
Con il termine navicularius si indica il piccolo armatore proprietario di una sola nave o di poche navi, colui il quale accompagnava le merci trasportate per conto proprio o dello Stato o di terzi.

## Storia e descrizione
Nel mondo greco ναύκληρος indicava il proprietario della nave o il capitano della stessa ed era associato ad έμποροι.
Nel mondo romano navicularius doveva indicare chi svolgeva, in generale, attività nautiche. Il grosso imprenditore che possedeva un gran numero di navi difficilmente prendeva il mare facendosi invece rappresentare dai suoi uomini di fiducia.
Le forme nauclerus e navicularius sono entrambe attestate epigraficamente.
Testimonianze sicure dei collegia navicolariorum ci sono a partire dal II secolo d.C. Resta comunque da accertare l'esatto momento in cui i corpora si costituirono in collegia, anche se alcuni studiosi insistono sull'esistenza di associazioni di navicularii ben prima del II secolo d.C. Tracce dei corpora sono presenti nell'epigrafe pubblicata da Pieter Johannes Sijpesteijn, dove è presente l'iscrizione duovir nauclari[orum]. Tale epigrafe è una lastra opistografa, rinvenuta nelle vicinanze di Ostia e attualmente conservata in una collezione privata olandese.
È probabile che i navicularii svolgessero la propria attività in stagioni ben determinate. In particolare, dal 27 maggio al 14 settembre (stagione dei mari aperti), mentre interrompessero l'attività dal 20 marzo al 27 maggio o dal mese di novembre al 10 marzo (periodo mare clausum) in cui la navigazione era ritenuta pericolosa. In realtà, è probabile che lo Stato obbligasse i navicularii a traversate invernali nel caso in cui ci fosse stato bisogno di vettovagliamento, ma i tempi di navigazione erano molto brevi (per esempio il viaggio di due giorni da Ostia all'Africa). All'inizio della stagione di navigazione i navicularii dovevano portare un terzo dell'intero canone frazionario.

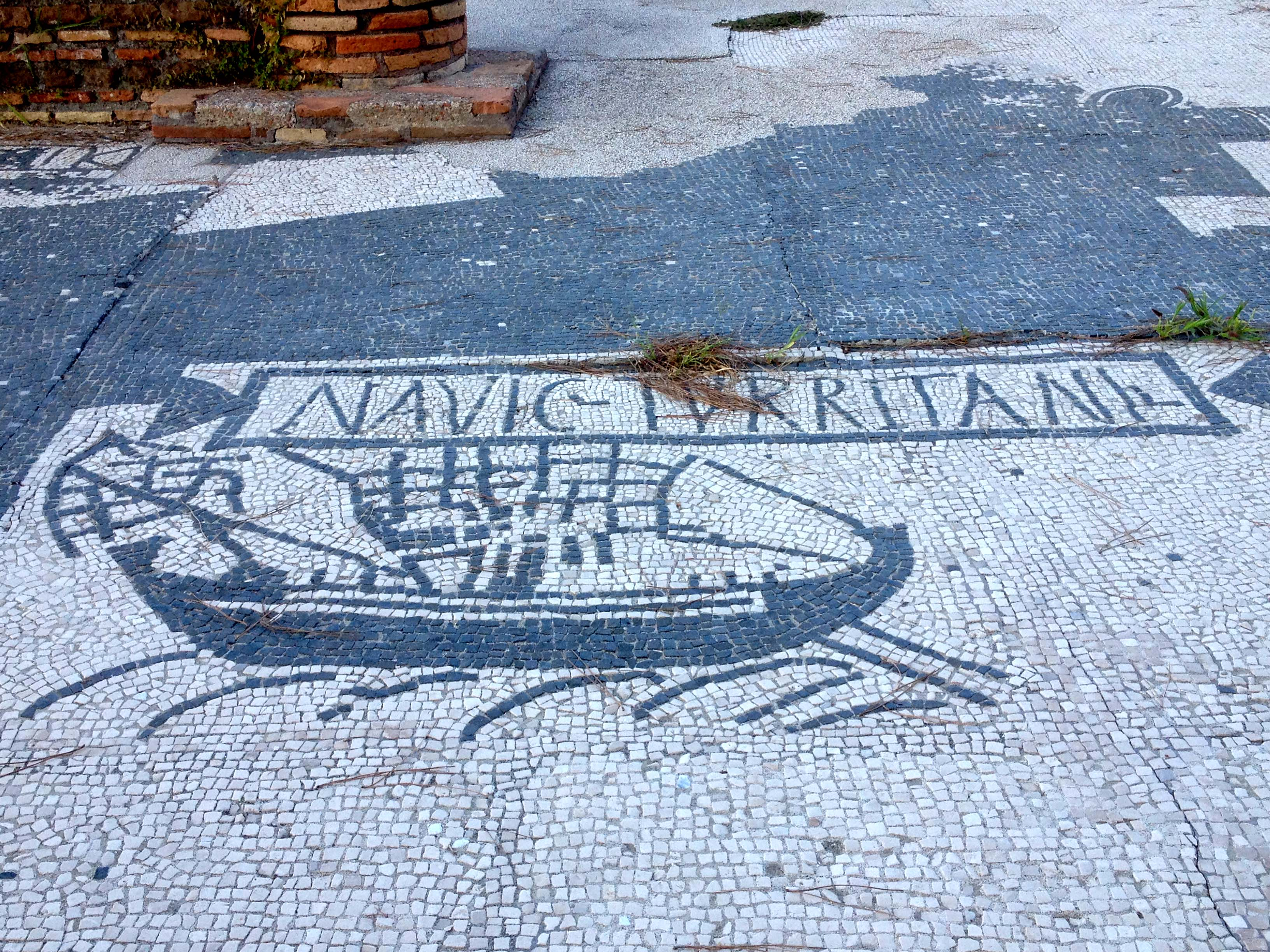
Lo spazio commerciale dei Navicularii di Turris Libisonis (attuale Porto Torres, Sardegna) nel "piazzale delle corporazioni" di Ostia Antica; mosaico pavimentale

Le rotte percorse erano principalmente tre:
1. Mediterraneo orientale;
2. Mediterraneo occidentale
3. rotte oriente-occidente.

Nelle prime due rotte i viaggi erano più numerosi.
I principali porti d'arrivo erano
1. Alessandria, per l'esportazione di prodotti egiziani e l'importazione di vino ed olio;
2. Cartagine, per l'esportazione di grano;
3. Ostia, per le species destinate al consumo dell'Urbe;
4. Sicilia.

## Corpora navicularium
I corpora navicularium erano diffusi in tutte le province poiché nel mondo romano non era soltanto sviluppata la rete stradale ma anche quella per via d'acqua. Le corporazioni erano organizzate ad exemplum rei publicae e comprendevano populus, magistrati, plebs. Le attività dei navicularii si inseriscono a pieno, quindi, nel panorama del commercio romano nelle strutture organizzative del settore annonario. La storia dei corpora navicularium è chiarita dal Codex theodosianus. Emergono da tale codice l'incombenza e gli obblighi che lo Stato tardoantico imponeva alle corporazioni.
Risulta evidente che il più delle volte lo Stato era costretto ad emanare leggi che limitassero gli abusi dei navicularii sebbene numerose siano le testimonianze epigrafiche che attestano lo stretto rapporto di tali corporazioni con lo Stato e tra le attività commerciali e le carriere municipali.
Sono giunte alcune costituzioni relative ai corpora come per esempio la De naviculariis XIII 6 che decideva le questioni interne, l'organizzazione del servizio, le spese da fare in comune, l'assunzione dei nuovi membri, l'esecuzione di pagamento della quota sociale per membri illustri e meritevoli, i rapporti con l'amministrazione romana; il De praediis navicolariorum XIII 7 in cui venivano accordati vantaggi non indifferenti a chi aveva costruito navi dalla capacità di diecimila modii (un modus= 8,73 litri). Giunti a noi sono anche alcuni dei provvedimenti dello Stato nei confronti dei corpora come il De navibus non excusandis XIII 8 di Onorio contro i navicularii d'Oriente i quali durante la carestia che aveva colpito Costantinopoli nel 409 si erano rifiutati apertamente di effettuare i trasporti annonari.
Come tutte le corporazioni importanti anche i corpora navicularium e quello dei battellieri variamente denominati avevano posti riservati ed erano dunque in una posizione privilegiata. Sembra infatti che il mezzo migliore per ottenere posti in teatro fosse l'appartenenza a una corporazione di una certa importanza. Altri privilegi dei navicularii erano la punizione a chiunque recasse loro danno, la concessione del privilegium fori con dignità equestre, la protezione per tutti i navicularii che trasportavano le derrate annonarie.

## Functio navicularium
Il vincolo alla functio, specificato nel Cap. XIII 5 del Codex Theodosianus, obbliga i navicularii al trasporto annonario, regola i rapporti con lo Stato e la condizione giuridica delle donne all'interno della corporazione. In particolare, distingue la functio navicularia dalla functio pistoria (l'obbligo di confezionare il pane e distribuirlo).

### Fonti antiche
- Cicerone, Lex Manilia 11
- Cicerone, Verrine II 2, 137. II 5, 46. 149. 153

### Fonti antiche giuridiche
- Theodosiani libri XVI, cum constitutionibus sirmandianis

### Fonti moderne
- L.De Salvo, Le disposizioni sui navicularii nella compilazione del Codex Theodosianus, in Esegesi, parafrasi e compilazione tarda antica, M. D'Auria editore, Napoli, 1995, pp. 98–101, pp. 225–265, pp. 304–308;
- L. De Salvo, Economia privata e pubblica dei servizi nell'Impero Romano, I corpora navicolariorum, Samperi, Messina, 1992;
- P.J. Sijpesteijn, Two latin funeral inscriptions, in Zeitschrift fur papyrologie und epigraphik, 68, 1987, pp. 153–157;
- M. De Fino, Dedica dei "nauclerii" ad un duoviro di Ostia, in Epigrafia e territorio, politica e società, temi di antichità romana, vol. III, Bari, 1994, pp. 37–49.